# Chamazistadion
Het Chamazistadion (officieel: Azam Complexstadion) is een multifunctioneel stadion in Mbagala (Dar es Salaam), in Tanzania. 
Het stadion wordt vooral gebruikt voor voetbalwedstrijden, de voetbalclub Azam FC maakt gebruik van dit stadion. Het stadion werd in 2019 gebruikt voor het Afrikaans kampioenschap voetbal onder 17. In het stadion is plaats voor 10.000 toeschouwers. Het stadion werd officieel geopend op 21 maart 2013, maar al vanaf 2010 vonden er wedstrijden plaats.